# Rue Dong Khoi
Pour les articles homonymes, voir Catinat.
La rue Dong Khoi (en vietnamien : Đường Đồng Khởi), anciennement rue Catinat est une rue du 1er arrondissement de Hô Chi Minh-Ville, l'ancien Saïgon.

## Présentation
La rue Đồng Khởi mesure 907 mètres de long , elle part de la place de la Commune-de-Paris en face de la cathédrale Notre-Dame de Saïgon, traversant la place Lam Son, le parc Chi Lang et se terminant à l'intersection avec la rue Ton Duc Thang, sur les rives de la rivière de Saïgon.
La rue Đồng Khởi est caractérisée par de grands immeubles luxueux, d'anciens bâtiments coloniaux imposants ainsi que des immeubles de bureaux modernes, des boutiques de luxe, des centres commerciaux et des hôtels. 
Les bâtiments notables le long de la rue comprennent :
- l'opéra de Saïgon et la cathédrale Notre-Dame.
- l'hôtel Continental, un temps repaire des journalistes étrangers.
- l'hôtel Majestic, situé où la rue rencontre la rivière de Saïgon.
- le Grand Hôtel
- l'hôtel Caravelle

## Histoire
À l'époque de la conquête de l'Indochine française, son nom lui est donné par l'amiral-gouverneur de La Grandière le 1er février 1865 en l'honneur de la corvette Catinat, qui avait participé aux interventions de 1856 à Tourane et de 1859 à Saïgon.
Le navire lui-même rendait hommage à Nicolas de Catinat, maréchal de France des XVIIe et XVIIIe siècles.
En 1880, Pierre Cazeau y construit l'hôtel Continental. 
Ferdinand d'Orléans achète l'hôtel au début du XXe siècle et le revend ensuite à Mathieu Franchini, qui en est le propriétaire jusqu'en 1930.
Dans les années 1920, la rue Catinat, où est situé l’hôtel Continental, devient la « Canebière » de Saïgon. 
L'écrivain André Malraux et son épouse Clara y séjournent de 1924 à 1925.
Le théâtre municipal est construit en 1900. Il est inauguré en présence du prince Valdemar de Danemark.
Sa façade est inspirée du Petit Palais de Paris. 
L'hôtel Majestic est construit en 1925.
Durant la Seconde Guerre mondiale, l'armée impériale japonaise utilise ce bâtiment comme caserne.
Durant la guerre du Vietnam, le Majestic est fréquenté par des correspondants de guerre du monde entier.
Après le départ des Français, pendant la guerre entre le Sud-Vietnam et le Nord-Vietnam, de 1954 à 1975, la rue est nommée Tự Do.
En 1975, elle est renommée rue Đồng Khởi,.

## Galerie

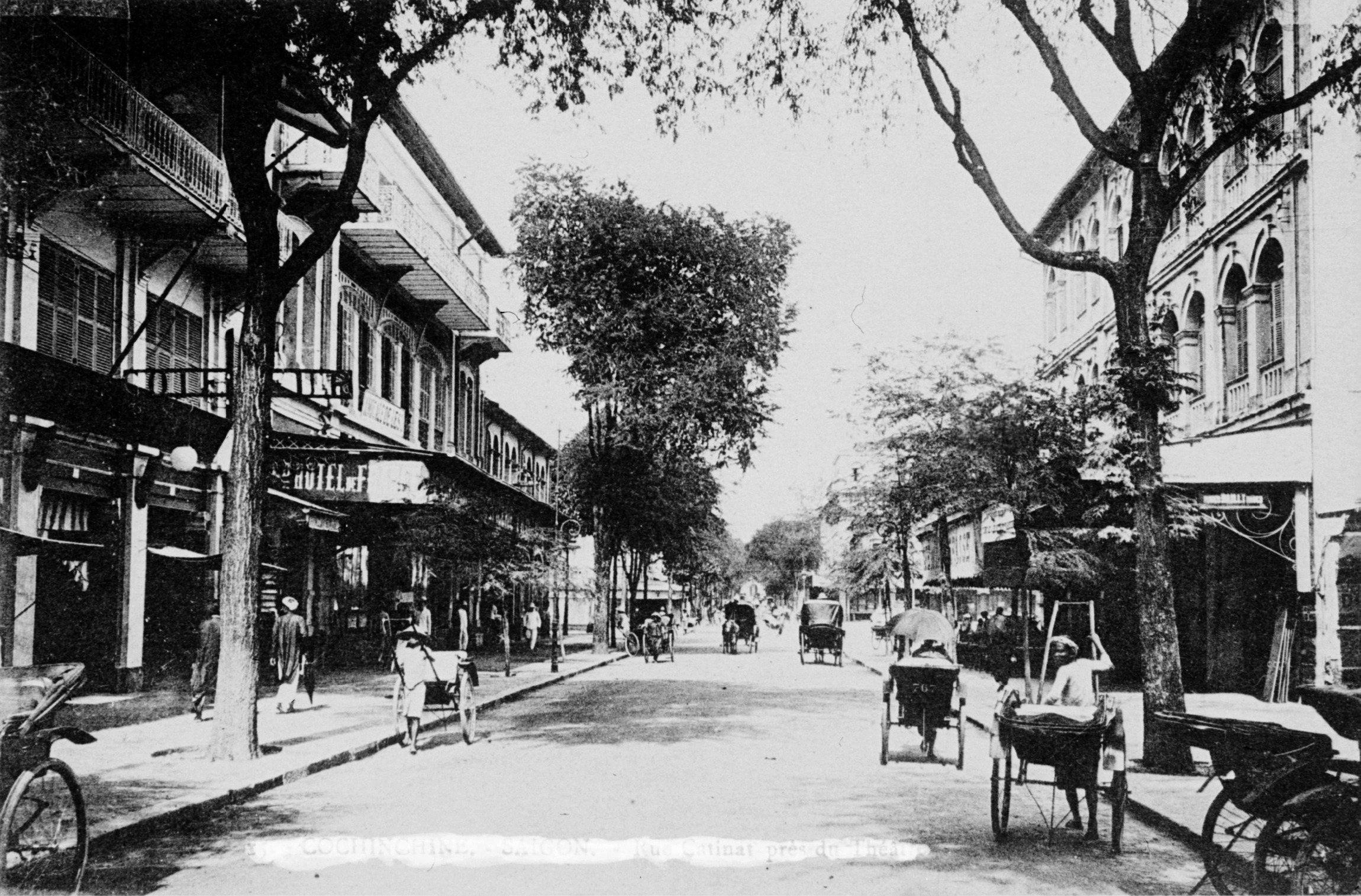
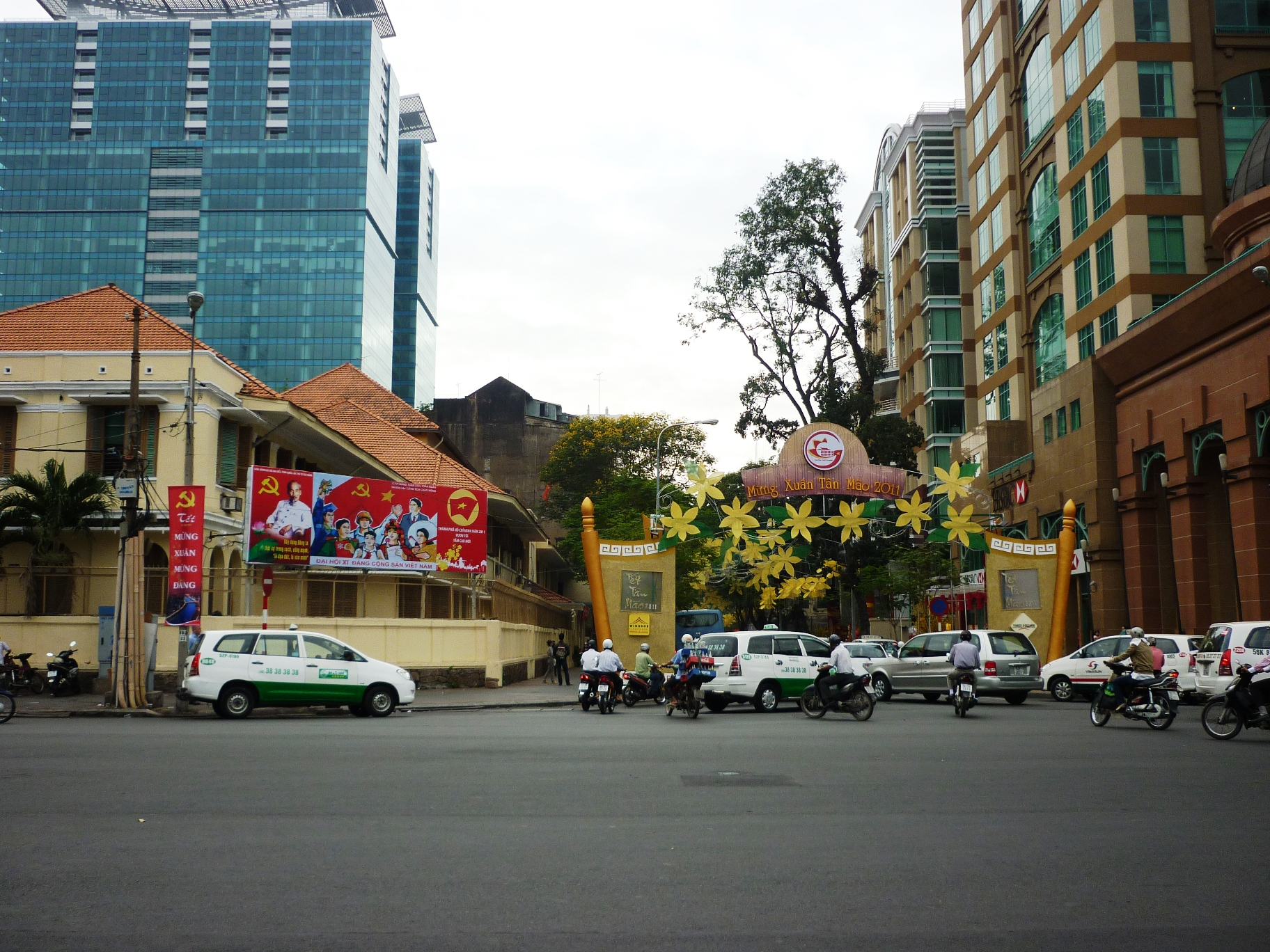
Intersection des rues Đồng Khởi' et Nguyễn Du.
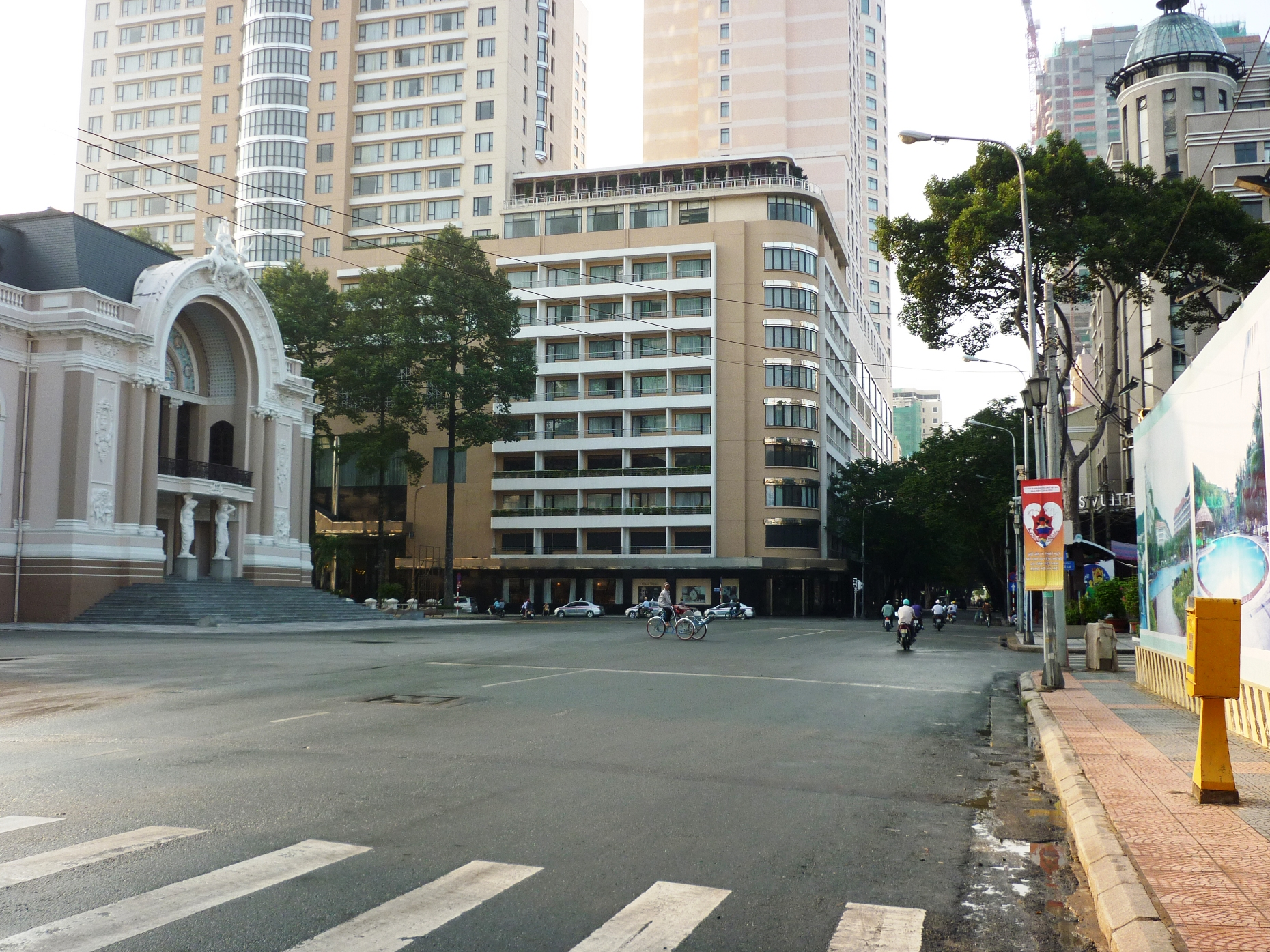

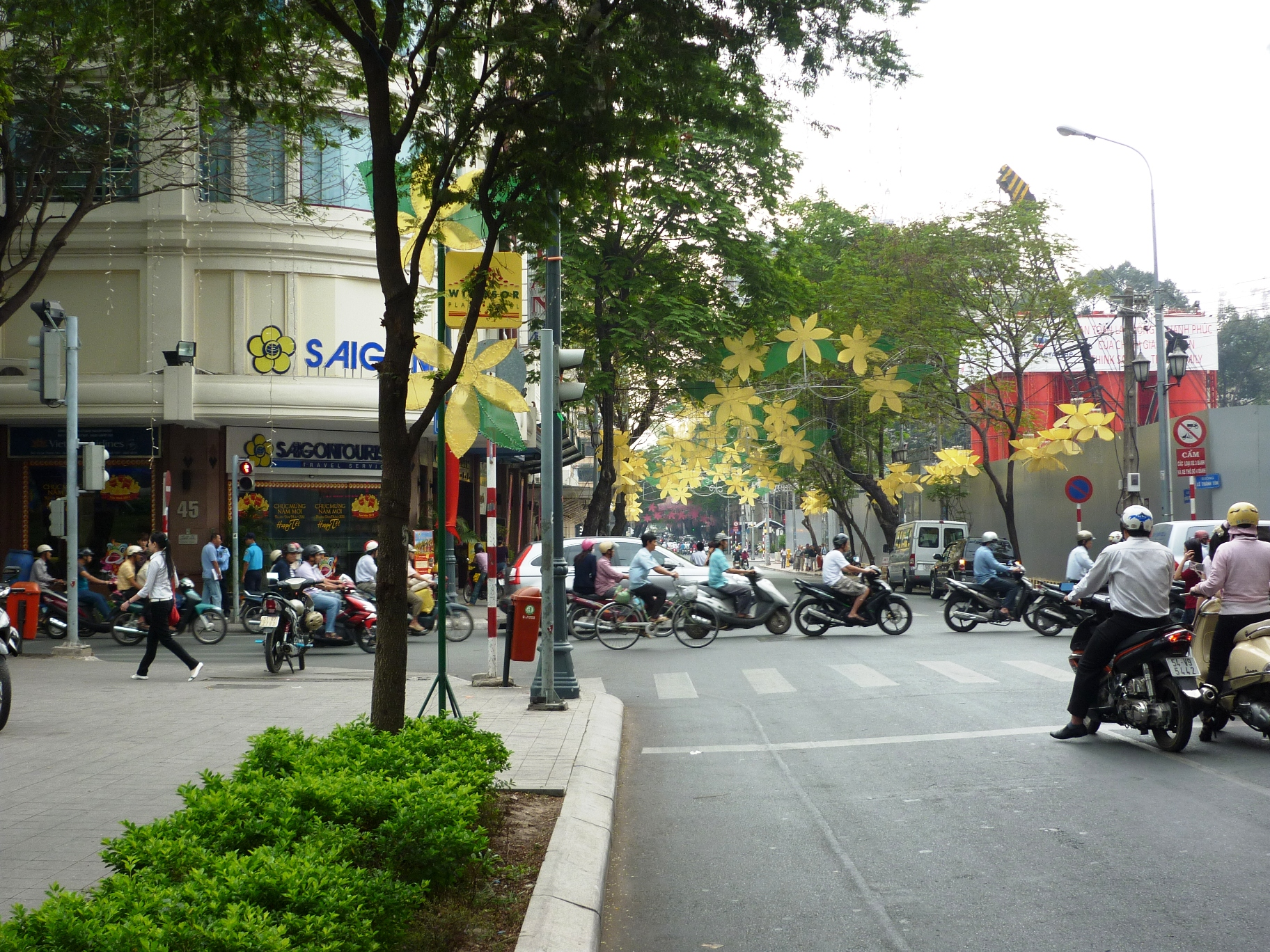
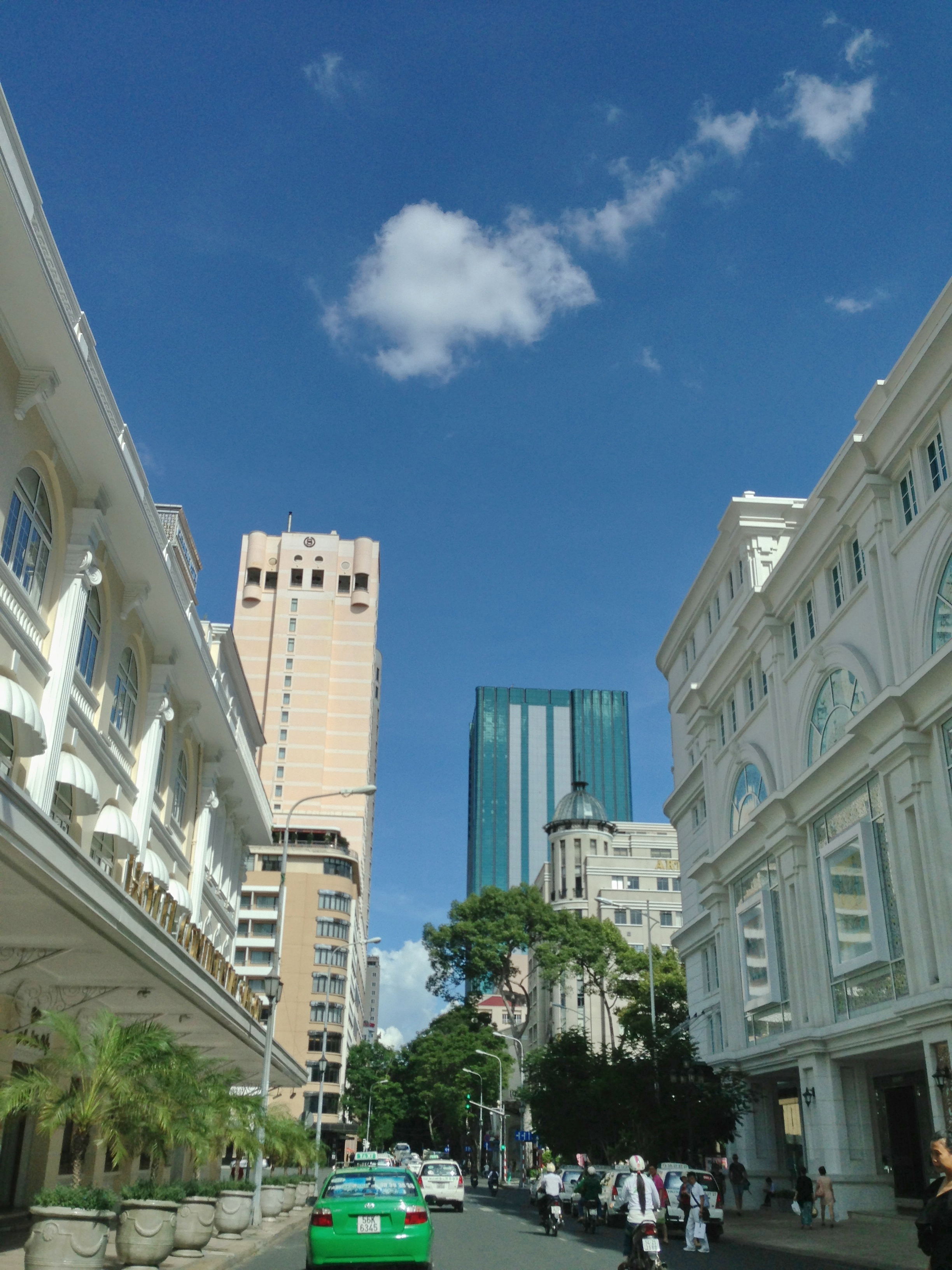
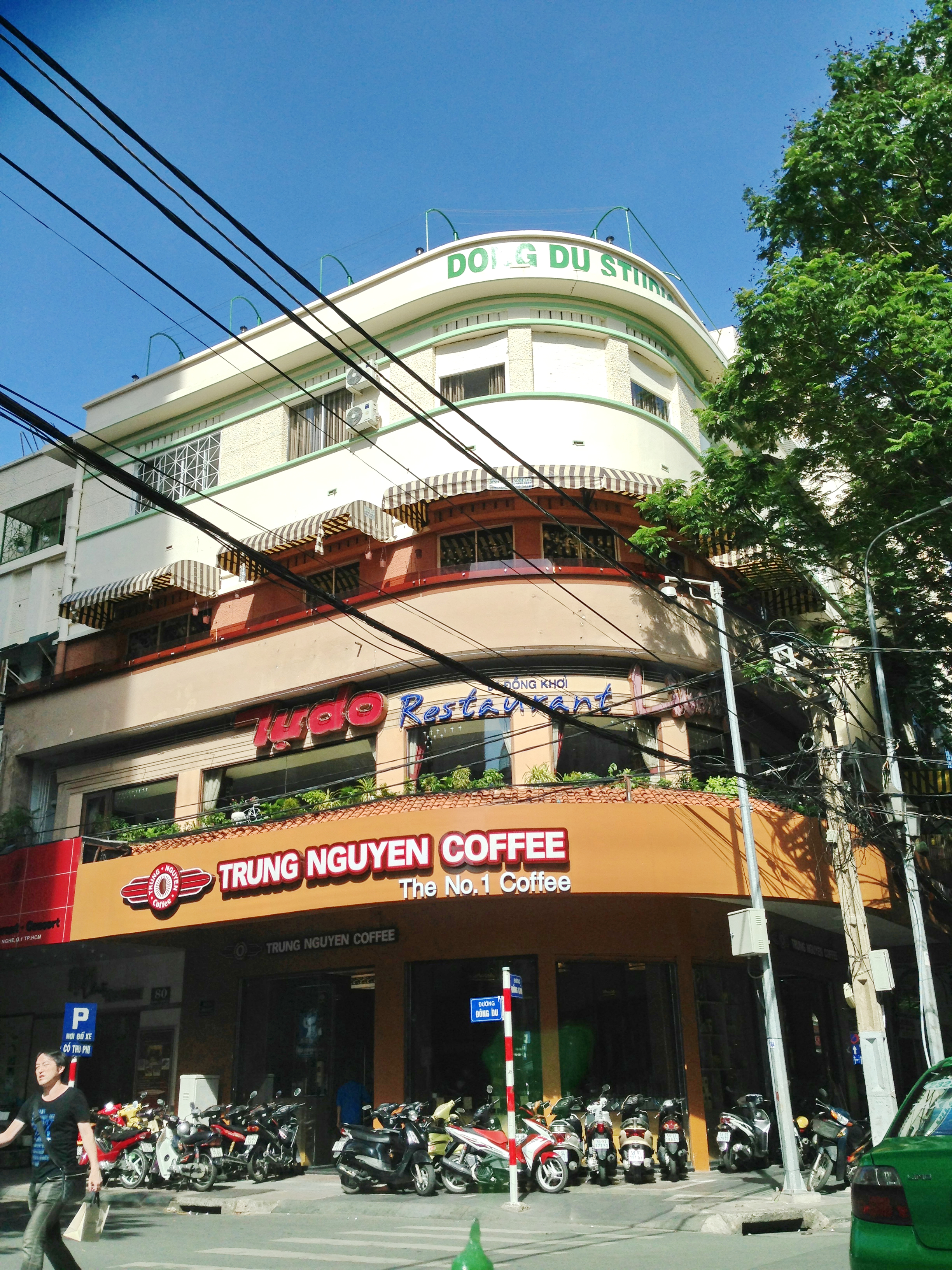